# Hyalinobatrachium ignioculus
Hyalinobatrachium ignioculus är en groddjursart som beskrevs av Brice P. Noonan och Ronald M. Bonett 2003. Hyalinobatrachium ignioculus ingår i släktet Hyalinobatrachium och familjen glasgrodor. IUCN kategoriserar arten globalt som otillräckligt studerad. Inga underarter finns listade i Catalogue of Life.